# Le Cube numérique
Le Cube numérique est le quatrième album de la série de bande dessinée Capricorne, écrite et dessinée par Andreas. Cet album a été publié en mars 1999 aux Éditions du Lombard. Cette histoire se situe juste avant les événements racontés dans l'album Capricorne paru en 1990 dans la série Rork.

## Résumé
Dans cette histoire, Capricorne et Ash partent en expédition maritime, à la recherche d'un étrange vaisseau sous-marin. On assiste à la découverte du Cube numérique dans une cité antique engloutie. Une fresque murale (comme dans Lumière d'étoile et Électricité) raconte l'avènement du Cube, habité par une entité maléfique. 
Mordor Gott est l'antagoniste central dans cette histoire.

## Histoire éditoriale
- Publication en album, collection "Troisième vague", Le Lombard, mars 1999,  (ISBN 2-80361-395-6)
- Inclus dans L'intégrale Capricorne – Tome 1, Le Lombard, 2019, 232 pages,  (ISBN 978-2-8036-7036-9)